# Teodora de Tesalónica
Teodora de Tesalónica (812 - 892) y su hija Teopista, procedentes de la isla de Egina, fueron monjas en Tesalónica; con fiesta el 5 de abril en Occidente y el 3 de agosto y el 29 de agosto en Oriente.
Su vida se conoce casi exclusivamente por una Vida de Teodora de Tesalónica escrita en griego por un sacerdote, también natural de Tesalónica, que pretendía hacer propaganda del convento de las monjas y de su santidad. Teodora era la tercera hija de un sacerdote de la isla de Egina. Su madre murió de parto, y fue confiada a su madrina; más tarde, a los seis años, fue prometida a un potentado local. Se casó y tuvo tres hijos, pero una incursión musulmana en 826 cambió su género de vida. Su hermana mayor, ya fallecida, había sido monja. Su hermano, asesinado allí mismo, era diácono, y su padre acabó su vida como monje en Tesalónica. Teodora perdió a sus dos hijos más jóvenes, y encomendó a la hija que le quedaba a la Iglesia, también con seis años. La muchacha fue llevada a un convento que dirigía una abadesa pariente de la familia, como también lo era el arzobispo de Tesalónica. Alcanzada la viudez, Teodora dio una parte de su herencia a una abadía dirigida también por una pariente suya e ingresó en él. Con el tiempo se juntaron madre e hija en el mismo convento. Teodora murió a los ochenta años en olor de santidad.